# Censimento degli Stati Uniti d'America del 2020

Logo scelto dall'ufficio del censimento

Il censimento degli Stati Uniti d'America del 2020 è stato il ventiquattresimo censimento decennale degli Stati Uniti. La data di indizione del censimento, ossia quella presa come punto di riferimento per le statistiche, è stata il 1º aprile 2020, esattamente dieci anni dopo rispetto al censimento precedente. Oltre a un progetto pilota durante il censimento del 2000, questo fu il primo censimento degli Stati Uniti ad offrire opzioni di risposta online oppure telefonica, in aggiunta alla versione cartacea utilizzata per i precedenti censimenti.
Il censimento ebbe luogo durante la pandemia di COVID-19, che ebbe effetti sul suo svolgimento. Il censimento registrò una popolazione residente di 331449281 abitanti nei 50 stati e nella capitale nazionale di Washington, riflettendo un incremento del 7,4%, o 22703743 persone, rispetto al 2010. Il tasso di crescita fu il secondo più basso mai registrato, e l'incremento netto fu il sesto maggiore della storia. Quello del 2020 fu anche il primo censimento in cui i dieci stati più popolosi si trovarono tutti oltre dieci milioni di residenti, ed il primo censimento in cui le dieci città più popolose superarono tutte il milione di residenti.
Il censimento del 2020 ha determinato la redistribuzione dei rappresentanti alla Camera a partire dalle elezioni del 2022 e fino al 2032, nonché i voti elettorali per le elezioni presidenziali del 2024, che varranno anche per il 2028. Una revisione successiva da parte dell'Ufficio del censimento ha rivelato delle sottostime tra le popolazioni di diverse minoranze e in diversi stati.

## Scopo

### Rappresentanza

Attribuzione dei distretti congressuali a seguito del censimento del 2020

I risultati del censimento del 2020 hanno determinato il numero di seggi che ogni stato conta alla Camera dei rappresentanti, e di conseguenza anche il numero di elettori di ogni stato al Collegio elettorale per le elezioni dal 2022 al 2032.
L'ufficio del censimento ha annunciato le cifre per la redistribuzione dei distretti il 26 aprile 2021; 13 stati hanno modificato il numero dei seggi congressuali:
- California, New York, Illinois, Michigan, Ohio, Pennsylvania e Virginia Occidentale hanno perso un seggio ciascuno.[5]
- Carolina del Nord, Colorado, Florida, Montana e Oregon hanno ottenuto un seggio in più ciascuno.
- Texas ha ottenuto due seggi in più.

Questi numeri hanno rappresentato uno spostamento di seggi minore rispetto a quanto previsto da analisti indipendenti.
Le autorità statali e locali hanno utilizzato il censimento per modificare i confini dei distretti congressuali, delle assemblee legislative locali, dei distretti scolastici e locali.

### Distribuzione dei fondi federali
Molti programmi federali utilizzano i dati del censimento per sovvenzionare direttamente gli stati e gli enti locali; i risultati del censimento aiutano a determinare quanto denaro in più deve essere stanziato rispetto ai 675 miliardi di dollari distribuiti a stati e comunità locali ogni anno per le strade, gli ospedali, i servizi di emergenza.

## Popolazione degli stati

Variazione di popolazione 2010–2020

| Posizione/ variazione | Posizione/ variazione | Stato                 | Popolazione (2020) | Popolazione (2010) | Variazione | % variazione |
| --------------------- | --------------------- | --------------------- | ------------------ | ------------------ | ---------- | ------------ |
| 1                     | Stabile               | California            | 39538223           | 37253956           | 2284267    | 6,1%         |
| 2                     | Stabile               | Texas                 | 29145505           | 25145561           | 3999944    | 15,9%        |
| 3                     | 1                     | Florida               | 21538187           | 18801310           | 2736877    | 14,6%        |
| 4                     | 1                     | New York              | 20201249           | 19378102           | 823147     | 4,3%         |
| 5                     | 1                     | Pennsylvania          | 13002700           | 12702379           | 300321     | 2,4%         |
| 6                     | 1                     | Illinois              | 12812508           | 12830632           | −18124     | −0,1%        |
| 7                     | Stabile               | Ohio                  | 11799448           | 11536504           | 262944     | 2,3%         |
| 8                     | 1                     | Georgia               | 10711908           | 9687653            | 1024255    | 10,6%        |
| 9                     | 1                     | Carolina del Nord     | 10439388           | 9535483            | 903905     | 9,5%         |
| 10                    | 2                     | Michigan              | 10077331           | 9883640            | 193691     | 2,0%         |
| 11                    | Stabile               | New Jersey            | 9288994            | 8791894            | 497100     | 5,7%         |
| 12                    | Stabile               | Virginia              | 8631393            | 8001024            | 630369     | 7,9%         |
| 13                    | Stabile               | Washington            | 7705281            | 6724540            | 980741     | 14,6%        |
| 14                    | 2                     | Arizona               | 7151502            | 6392017            | 759485     | 11,9%        |
| 15                    | 1                     | Massachusetts         | 7029917            | 6547629            | 482288     | 7,4%         |
| 16                    | 1                     | Tennessee             | 6910840            | 6346105            | 564735     | 8,9%         |
| 17                    | 2                     | Indiana               | 6785528            | 6483802            | 301726     | 4,6%         |
| 18                    | 1                     | Maryland              | 6177224            | 5773552            | 403672     | 7,0%         |
| 19                    | 1                     | Missouri              | 6154913            | 5988927            | 165986     | 2,8%         |
| 20                    | Stabile               | Wisconsin             | 5893718            | 5686986            | 206732     | 3,6%         |
| 21                    | 1                     | Colorado              | 5773714            | 5029196            | 744518     | 14,8%        |
| 22                    | 1                     | Minnesota             | 5706494            | 5303925            | 402569     | 7,6%         |
| 23                    | 1                     | Carolina del Sud      | 5118425            | 4625364            | 493061     | 10,7%        |
| 24                    | 1                     | Alabama               | 5024279            | 4779736            | 244543     | 5,1%         |
| 25                    | Stabile               | Louisiana             | 4657757            | 4533372            | 124385     | 2,7%         |
| 26                    | Stabile               | Kentucky              | 4505836            | 4339367            | 166469     | 3,8%         |
| 27                    | Stabile               | Oregon                | 4237256            | 3831074            | 406182     | 10,6%        |
| 28                    | Stabile               | Oklahoma              | 3959353            | 3751351            | 208002     | 5,5%         |
| 29                    | Stabile               | Connecticut           | 3605944            | 3574097            | 31847      | 0,9%         |
| 30                    | 4                     | Utah                  | 3271616            | 2763885            | 507731     | 18,4%        |
| 31                    | 1                     | Iowa                  | 3190369            | 3046355            | 144014     | 4,7%         |
| 32                    | 3                     | Nevada                | 3104614            | 2700551            | 404063     | 15,0%        |
| 33                    | 1                     | Arkansas              | 3011524            | 2915918            | 95606      | 3,3%         |
| 34                    | 3                     | Mississippi           | 2961279            | 2967297            | −6018      | −0,2%        |
| 35                    | 2                     | Kansas                | 2937880            | 2853118            | 84762      | 3,0%         |
| 36                    | Stabile               | Nuovo Messico         | 2117522            | 2059179            | 58343      | 2,8%         |
| 37                    | 1                     | Nebraska              | 1961504            | 1826341            | 135163     | 7,4%         |
| 38                    | 1                     | Idaho                 | 1839106            | 1567582            | 271524     | 17,3%        |
| 39                    | 2                     | Virginia Occidentale  | 1793716            | 1852994            | −59278     | −3,2%        |
| 40                    | Stabile               | Hawaii                | 1455271            | 1360301            | 94970      | 7,0%         |
| 41                    | 1                     | New Hampshire         | 1377529            | 1316470            | 61059      | 4,6%         |
| 42                    | 1                     | Maine                 | 1362359            | 1328361            | 33998      | 2,6%         |
| 43                    | Stabile               | Rhode Island          | 1097379            | 1052567            | 44812      | 4,3%         |
| 44                    | Stabile               | Montana               | 1084225            | 989415             | 94810      | 9,6%         |
| 45                    | Stabile               | Delaware              | 989948             | 897934             | 92014      | 10,3%        |
| 46                    | Stabile               | Dakota del Sud        | 886667             | 814180             | 72487      | 8,9%         |
| 47                    | 1                     | Dakota del Nord       | 779094             | 672591             | 106503     | 15,8%        |
| 48                    | 1                     | Alaska                | 733391             | 710231             | 23160      | 3,3%         |
| —                     | —                     | Distretto di Columbia | 689545             | 601723             | 87822      | 14,6%        |
| 49                    | Stabile               | Vermont               | 643077             | 625741             | 17336      | 2,8%         |
| 50                    | Stabile               | Wyoming               | 576851             | 563626             | 13225      | 2,4%         |
|                       |                       | Stati Uniti           | 331449281          | 308745538          | 22703743   | 7,4%         |

## Città
| Città       | Stato        | Popolazione | Regione  |
| ----------- | ------------ | ----------- | -------- |
| New York    | New York     | 8804190     | Nord-est |
| Los Angeles | California   | 3898747     | Ovest    |
| Chicago     | Illinois     | 2746388     | Midwest  |
| Houston     | Texas        | 2304580     | Sud      |
| Phoenix     | Arizona      | 1608139     | Ovest    |
| Filadelfia  | Pennsylvania | 1593724     | Nord-est |
| San Antonio | Texas        | 1434625     | Sud      |
| San Diego   | California   | 1386932     | Ovest    |